# 12,7 × 99 mm OTAN
La cartouche de 12,7 × 99 mm OTAN (également appelée .50 BMG pour « Browning Machine Gun ») est une munition de mitrailleuse lourde et de fusil de précision utilisée par les forces de l'OTAN.
La dénomination internationale est métrique : le diamètre du canon est 12,7 mm en haut des rayures et la longueur de l'étui est 99 mm. L'OTAN a par la suite adopté la munition comme standard.

## Présentation

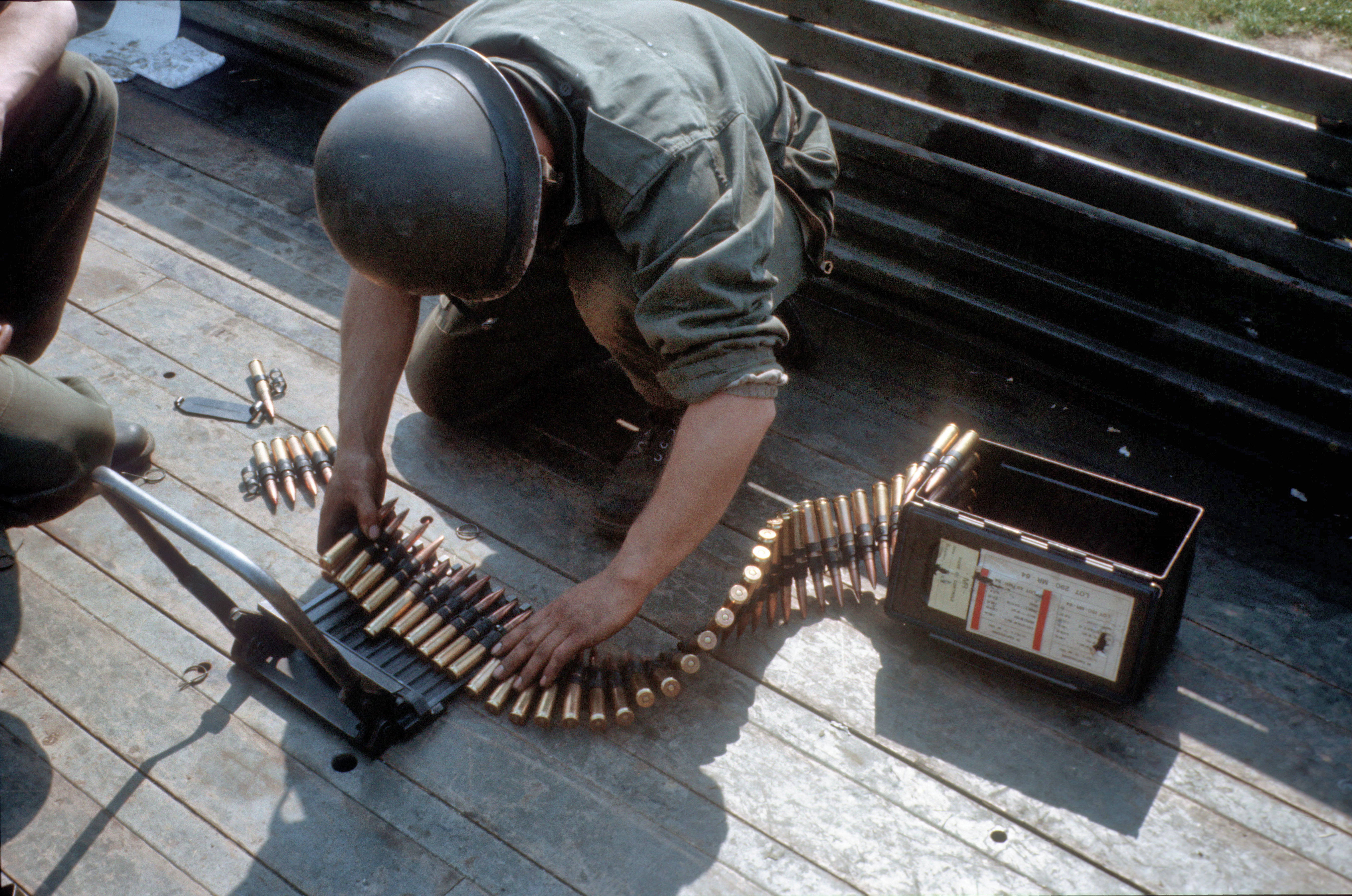
Préparation de bandes pour mitrailleuse lourde par un militaire français en 1976.

La .50 BMG présente une capacité de pénétration, une portée et une précision supérieures aux munitions des mitrailleuses moyennes et légères. Essentiellement tirée depuis la Browning M2, elle a été conservée comme munition standard pour les armées de l'OTAN. De nombreuses versions ont été développées, balle blindée standard, perforante, traçante, incendiaire et même sous-calibrée avec un sabot détachable.
La Russie et les pays de l'ex-pacte de Varsovie possèdent quant à eux les mitrailleuses DShK et NVS 12.7 Utes en calibre 12,7 × 108 mm dont les performances sont comparables à la KPV chambrée en 14,5 mm qui présente une puissance nettement supérieure à la .50 BMG.

## Historique
Cette munition a été conçue pendant la Première Guerre mondiale par John Browning pour un projet d'arme anti-aérienne. Il s'agit d'une version agrandie de la .30-06 Springfield ; la mitrailleuse destinée à la tirer est une mise à l'échelle de la M1919/M1917 également conçue par Browning au début du XXe siècle et se nomme M2.
Le Corps de l'ordonnance (United States Army) s'intéresse aux balles antiblindages, inspiré en cela par des essais français de calibre 11 mm. Il s'adresse à John Browning pour lui demander une balle lourde avec une vitesse de 2 700 pieds (822,96 m) par seconde. Celle-ci n'existe pas encore. Le Corps de l'ordonnance demande à la firme Winchester de concevoir une munition de calibre 12,7 (soit un demi-pouce) et l'arsenal de Frankford crée la balle de 12,7 × 99 mm.
Le développement de la .50 BMG est parfois considéré comme dépendant de la 13,2 mm TuF allemande. Cette munition était développée par l'Allemagne pour être chambrée dans des fusils antichars destinés à contrer les tanks britanniques de la Première Guerre mondiale. Le développement de la .50 BMG a pourtant débuté avant que le projet allemand parvienne à son terme et lorsque celui-ci fut découvert, la question se posa de savoir s'il fallait la copier. Après analyse, il apparut que ses performances étaient inférieures à celles de la .50 BMG et que son étui à bourrelet convenait mal à un emploi dans une arme automatique.

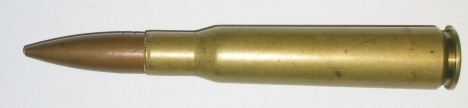
.50 BMG d'un Browning M2.

Entrée en service en 1921, la .50 BMG employée dans la mitrailleuse M2 offrit un avantage sensible aux Alliés pendant la Seconde Guerre mondiale : elle était suffisamment puissante pour défaire nombre de blindés légers allemands, équipés pour leur part de mitrailleuses moyennes et de canons automatiques, certes plus puissants mais beaucoup plus rares et beaucoup plus coûteux. À l'inverse, en matière de combat aérien, la .50 BMG, presque exclusivement employée dans les avions de combat américains de la Seconde Guerre mondiale manquait de puissance pour le combat aérien de la fin du conflit. Alors que les autres nations mettaient généralement en œuvre un ou plusieurs canons automatiques à bord de leurs chasseurs, les États-Unis déployaient presque exclusivement la .50 BMG, pour des motifs logistiques.
Des versions modernisées de la mitrailleuse M2 sont toujours utilisées aujourd'hui : elles sont notamment encore utilisées à bord de certains hélicoptères et connaissent une diffusion importante au sol comme arme embarquée dans les véhicules ou pour défendre des positions fixes. La M2 est plus rarement mise en œuvre par l'infanterie seule. Les munitions incendiaires sont particulièrement efficaces contre les cibles aériennes et les munitions perforantes contre de l'infanterie à couvert dans des bâtiments ou encore les véhicules légèrement blindés. Elle a néanmoins perdu de sa polyvalence depuis le milieu des années 1950, car certains transports de troupe blindés et d'autres blindés légers sont conçus pour lui résister.

Dimensions de la munition .50 BMG.

Bien qu'initialement développée pour les mitrailleuses, la .50 BMG est également chambrée dans des fusils de précision de fort calibre et déployés dans les années 1980 pour des missions de destruction d'objectifs non blindés (radars, aéronefs au sol…). La portée et la puissance du .50 BMG ont également permis de contrer les tireurs adverses équipés d'armes moins puissantes ou d'engager des cibles à longue portée. La cartouche standard de .50 BMG est toutefois trop peu précise pour les missions antipersonnel qui nécessitent l'emploi d'une cartouche spécifique de précision.

## Caractéristiques
Les caractéristiques peuvent varier en fonction du type de munition et de l'arme qui la tire. On peut toutefois considérer qu'une balle blindée tirée depuis la M2 aura les caractéristiques significatives suivantes :
- Calibre : 12,7 mm
- Masse de la cartouche : 115 g
- Masse de la balle : 42 g
- Vitesse initiale : 930 m/s
- Énergie : 18 163 J

## Principaux types de cartouches militaires
Les cartouches destinées aux mitrailleuses Browning M2 ou M3 seront montées en bande à l'aide de maillons métalliques fermés de type M2 ou M9. Des bandes en tissu extractibles ont également été utilisées notamment durant la 2ème guerre mondiale, mais elles sont actuellement obsolètes.
Les bandes de munitions peuvent être composées d'un seul type de munition ou être mixte (généralement 4 cartouches + 1 traçante)

### Cartouche ordinaire (BALL), M33
Cette cartouche est utilisée à l'entrainement et en opération contre les cibles non blindées.

### Cartouche ordinaire traçante, M17
Cartouche similaire à la BALL M33 mais équipée dune charge traçante servant à l'observation des tirs. La balle a une pointe rouge.

### Cartouche perforante (AP), M8
Cartouche perforante utilisée contre des cibles blindées. La balle a une pointe noire.

### Cartouche perforante traçante (AP-T), T115
Cartouche perforante similaire à l' AP M8. La balle a une pointe rouge avec une bande noire.

### Cartouche perforante incendiaire (API), M8
Cartouche à effet incendiaire utilisée contre des cibles blindées. La balle a une pointe argentée.

### Cartouche perforante incendiaire traçante (API-T), M20
Cartouche similaire à l' API M8 mais équipée dune charge traçante servant à l'observation des tirs. Cette balle a une pointe rouge avec une bande argentée.

### Cartouche perforante incendiaire hautement explosive (HEIAP),Mk 211
Cartouche à effets combinés, contenant un pénétrateur de tungstène, une charge explosive et une charge incendiaire. La cartouche Raufoss Mk 211 HEIAP est identifiée par une pointe verte avec un anneau gris.

### Cartouche perforante incendiaire explosive (APEI), APEI-169
Cartouche à effets combinés, contenant un pénétrateur de tungstène, une charge explosive et une charge incendiaire. La cartouche FN APEI-169 est identifiée par une pointe argentée avec un anneau jaune.

### Cartouche à pénétrateur de blindage léger saboté (SLAP), M903
Cartouche "Saboted light armor penetrator", en anglais, composée d’un pénétrateur en tungstène de 355 à 360 gr (23,00 à 23,33 g) et d'un sabot conçu pour se séparer après avoir quitté la bouche, libérant ainsi le pénétrateur qui est lancé à une grande vitesse initiale (+- 1 219 m/s). Ce type de projectile est également appelé APDS ou APFSDS en Europe

### Cartouche à pénétrateur de blindage léger saboté traçant (SLAP-T), M962
Cartouche similaire à la SLAP M903 mais équipée dune charge traçante servant à l'observation des tirs.